# Jovan Plamenac
Jovan Simonov Plamenac (serb. Јован Симонов Пламенац; ur. 1873 we wsi Boljevići, zm. 14 czerwca 1944 w Virpazarze) – czarnogórski polityk, premier Czarnogóry (1919–1921), przewodniczący parlamentu Królestwa Czarnogóry (1911–1913), minister edukacji (1907–1909), minister spraw wewnętrznych (1909–1910, 1912–1913, 1919–1921).

## Życiorys
Urodził się we wsi Boljevići (płd. zach. Czarnogóra). Kształcił się w Cetynii, Belgradzie i w Pakracu, a następnie na uniwersytecie w Jenie. Po ukończeniu nauki powrócił do Czarnogóry i podjął pracę w szkole pedagogicznej w Cetynii.

## Kariera polityczna
W 1906 uzyskał mandat deputowanego do parlamentu Czarnogóry. W latach 1907–1909 kierował resortem edukacji w gabinecie Lazara Tomanovicia. Ponownie objął stanowisko ministerialne w okresie wojen bałkańskich stając na czele resortu spraw wewnętrznych. We wrześniu 1912 uczestniczył w rozmowach dotyczących zawiązania sojuszu serbsko-czarnogórskiego przeciwko Turcji. Był związany ze środowiskiem politycznym, sprzyjającym westernizacji Czarnogóry (uskogaće), promując nowoczesny sposób ubierania się zamiast noszenia tradycyjnych strojów czarnogórskich. W czasie I wojny światowej, kiedy terytorium Czarnogóry zostało zajęte przez armie państw centralnych, król Mikołaj I uciekł do Włoch. Plamenac oskarżył go o zdradę stanu, a w artykule zamieszczonym w kwietniu 1916 w sarajewskim czasopiśmie Bosnian Post podważał sens dalszego istnienia monarchii.
W 1918 Plamenac był przeciwnikiem tworzenia państwa jugosłowiańskiego i wchłonięcia Czarnogóry przez Królestwo SHS. Stał się jedną z wiodących postaci ugrupowania Zelenaši (Zielonych), które odrzuciło ideę zjednoczenia narodów jugosłowiańskich i prowadziło działalność zbrojną. Oddział partyzancki, dowodzony przez Plamenaca w styczniu 1919 zaatakował miasto Virpazar, ale został zatrzymany przez stacjonujące w tym rejonie jednostki armii włoskiej. Po kolejnych niepowodzeniach większość oddziałów partyzanckich została rozbita, a sam Plamenac uciekł do Albanii.
17 lutego 1919 Plamenac stanął na czele pierwszego rządu czarnogórskiego na wygnaniu, w nowym rządzie kierował także resortem spraw wewnętrznych i zagranicznych. Rząd miał swoją siedzibę we Francji. Od 1919 wyjeżdżał w misjach dyplomatycznych do Londynu i Waszyngtonu domagając się uznania czarnogórskiej odrębności, ale nie uzyskał poparcia. W 1920 odbyły się w Królestwie SHS pierwsze wybory parlamentarne. Mimo bojkotu ze strony środowiska czarnogórskich separatystów, mocarstwa uznały wyniki wyborów za wiążące i cofnęły uznanie rządowi Plamenaca. Po śmierci króla Mikołaja I w marcu 1921 władzę po nim objął jego syn Daniło. Z uwagi na jego niepełnoletność Plamenac ogłosił się współregentem wspólnie z wdową po Nikoli, Mileną Vukotić. Nową siedzibą władz czarnogórskich stało się włoskie San Remo. Kiedy regentka Milena podjęła decyzję o zakończeniu działalności władz czarnogórskich na uchodźstwie, Plamenac pozbawił ją władzy przejmując archiwa czarnogórskie. Ostatnie struktury niezależnych władz czarnogórskich przestały istnieć w 1923, a Plamenac wyjechał do Stanów Zjednoczonych, planując tam odtwarzać struktury niezależnego państwa czarnogórskiego. W 1925 dzięki amnestii mógł przyjechać do Belgradu, gdzie złożył przysięgę wierności królowi Aleksandrowi. Działał w Partii Radykalnej Nikoli Pašicia.
W 1941 podjął współpracę z Włochami starając się o utworzenie niezależnego państwa czarnogórskiego. W 1944 został schwytany przez partyzantów komunistycznych w rejonie Virpazaru i rozstrzelany bez procesu. Miejsce jego pochówku pozostaje nieznane.